# شاه‌توت‌کوب تیره
شاه‌توت‌کوب تیره (نام علمی: Melanocharis arfakiana) نام یک گونه از سرده شاه‌توت‌کوب است.